# باغ‌وحش سن دیگو
باغ‌وحش سن دیگو (به انگلیسی: San Diego Zoo) نام یکی از باغ‌وحش‌های معروف ایالات متحده آمریکا است که در شهر سن دیگو ایالت کالیفرنیا قرار دارد. این باغ‌وحش عمومی در سال ۱۹۱۵ تأسیس گردیده‌است.
در باغ‌وحش سن دیگو ۴۰۰۰ نوع جاندار نگهداری می‌شود. این باغ‌وحش یکی از ۱۰ باغ‌وحش برتر ایالات متحده آمریکا است.

## نگارخانه

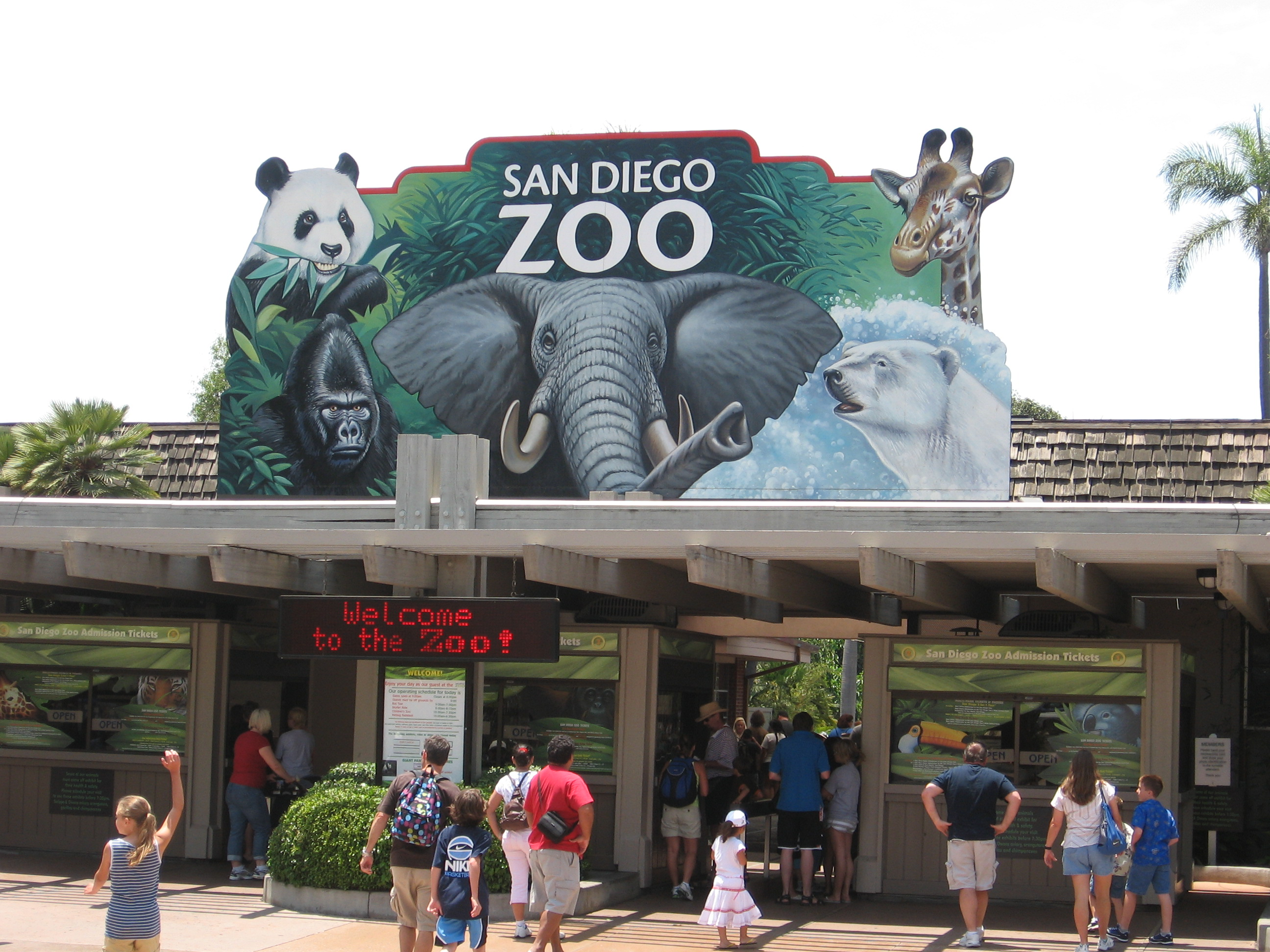